# Férfi 200 méteres pillangóúszás a 2013. évi nyári európai ifjúsági olimpiai fesztiválon
A 2013. évi nyári európai ifjúsági olimpiai fesztiválon az úszó versenyszámok közül a férfi 200 méteres pillangóúszás versenyeit július 18.-án rendezték Utrechtben.

## Rekordok
A versenyt megelőzően a következő rekordok voltak érvényben:
| EYOF rekord | Biczó Bence (Magyarország) | 1:58.33 | Tampere, Finnország | 2009 |

## Előfutamok
| H   | Név                              | Nemzet             | E       | Mj |
| --- | -------------------------------- | ------------------ | ------- | -- |
| 1.  | Kaan Oezcan                      | Törökország        | 2:05.14 | Q  |
| 2.  | Drigan Zoltán                    | Magyarország       | 2:05.47 | Q  |
| 3.  | Athanasios-Charalampos Kynigakis | Görögország        | 2:05.57 | Q  |
| 4.  | Giacomo Carini                   | Olaszország        | 2:05.71 | Q  |
| 5.  | Patryk Adamczyk                  | Lengyelország      | 2:05.75 | Q  |
| 6.  | Matthias Marseau                 | Franciaország      | 2:06.79 | Q  |
| 7.  | Dmitry Malkov                    | Oroszország        | 2:06.81 | Q  |
| 8.  | Pierre-Louis Aubert Rico         | Spanyolország      | 2:07.39 | Q  |
| 9.  | Luke Gunning                     | Egyesült Királyság | 2:08.22 | T1 |
| 10. | Akaki Vashakidze                 | Grúzia             | 2:08.35 | T2 |
| 11. | Blaz Demsar                      | Szlovénia          | 2:08.67 |    |
| 12. | David Tchernyc                   | Izrael             | 2:09.36 |    |
| 13. | Alexis Borisavljevic             | Belgium            | 2:10.19 |    |
| 14. | Paul Pavala                      | Románia            | 2:10.74 |    |
| 15. | Silver Hein                      | Észtország         | 2:11.52 |    |
| 16. | Marvin Slanschek                 | Svájc              | 2:11.57 |    |
| 17. | Johannes Tesch                   | Németország        | 2:11.74 |    |
| 18. | Ivan Fratric                     | Szlovákia          | 2:11.95 |    |
| 19. | Emil Martikainen                 | Finnország         | 2:12.10 |    |
| 20. | James Brown                      | Írország           | 2:12.50 |    |
| 21. | Baldvin Sigmarsson               | Izland             | 2:13.20 |    |
| 22. | Artur Kudelko                    | Litvánia           | 2:14.51 |    |
| 23. | Arturs Pesockis                  | Lettország         | 2:15.15 |    |

## Döntő
| H     | Név                              | Nemzet        | E       | Mj |
| ----- | -------------------------------- | ------------- | ------- | -- |
| Arany | Giacomo Carini                   | Olaszország   | 2:01.41 |    |
| Ezüst | Athanasios-Charalampos Kynigakis | Görögország   | 2:02.90 |    |
| Bronz | Dmitry Malkov                    | Oroszország   | 2:03.89 |    |
| 4.    | Patryk Adamczyk                  | Lengyelország | 2:03.97 |    |
| 5.    | Drigan Zoltán                    | Magyarország  | 2:04.42 |    |
| 6.    | Matthias Marseau                 | Franciaország | 2:04.65 |    |
| 7.    | Pierre-Louis Aubert Rico         | Spanyolország | 2:07.57 |    |
| 8.    | Kaan Oezcan                      | Törökország   | 2:07.61 |    |